# Dennis Bots
 (octobre 2018).
Si vous disposez d'ouvrages ou d'articles de référence ou si vous connaissez des sites web de qualité traitant du thème abordé ici, merci de compléter l'article en donnant les références utiles à sa vérifiabilité et en les liant à la section « Notes et références ».
Dennis Bots, né le 11 juin 1974 à Kitwe, est un réalisateur de télévision zambien.

## Biographie
Dans sa jeunesse, Dennis Bots a déménagé à Gemert aux Pays-Bas. Il y a fréquenté le Macropedius College. Pendant ses études secondaires, il a travaillé comme bénévole au service de la télévision du diffuseur local Gemert Centraal (désormais Omroep Centraal). Dans ces années-là, il a fait et réalisé un grand nombre de films. Après ses études secondaires, il a étudié à l'Académie néerlandaise du cinéma et de la télévision, où il a obtenu son diplôme en 1996.
À la télévision, Dennis Bots a réalisé pour la première fois pour le soap opera Goudkust. Il a réalisé plusieurs épisodes en 2001, juste avant l'arrêt définitif du feuilleton. Entre 2001 et 2002, il a réalisé des épisodes de la première et de la deuxième saison de la série dramatique Rozengeur & Vodka Lime sur RTL. Juste avant, il a terminé les enregistrements de la série dramatique Westenwind, où il a réalisé six épisodes au cours de la sixième et septième saison. Après la série dramatique Trauma 24/7 et Het Sinterklaasjournaal, il a travaillé en 2003 pour Goede tijden, Slechte tijden. Peu de temps après, il a commencé à enregistrer la série jeunesse ZOOP de Nickelodeon, pour laquelle il a également réalisé le long métrage Zoop in Africa en 2005.
Dennis Bots a participé à la réalisation de la série jeunesse Het Huis Anubis.

## Filmographie
- 2005 : Zoo Rangers en Afrique, co-réalisé avec le producteur de film Johan Nijenhuis[1]
- 2006 : Zoo Rangers en Inde, co-réalisé avec le producteur de film Johan Nijenhuis[2]
- 2007 : Plop en de Pinguïn[3]
- 2008 : Anubis and the Path of 7 Sins[4]
- 2009 : Het Sinterklaasjournaal: De Meezing Moevie[5]
- 2009 : Anubis en de wraak van Arghus[6]
- 2010 : Het Huis Anubis en de terugkeer van Sibuna![7]
- 2012 : Eighth Graders Don't Cry[8]
- 2014 : Secrets of War[9]
- 2015 : Isabelle et le Secret de d'Artagnan
- 2017 : Storm[10]